# Трънка (Валовищко)
 Тази статия е за бившето село в Гърция.  За растението вижте Трънка.  
Трънка (на гръцки: Δαμάσκηνο, Дамаскино, катаревуса Δαμάσκηνον, Дамаскинон, до 1927 година Τρίνκα, Тринка) е бивше село в Република Гърция, разположено на територията на дем Синтика, област Централна Македония.

## География
Трънка е било разположено на 35 километра северно от град Сяр (Серес) и на 20 километра северно от Валовища (Сидирокастро) в Петричко-Санданската котловина в северното подножие на Сенгелската планина (Ангистро или Цингели) на границата с България при вливането на река Башлица в Бистрица.

## История

### Етимология
Според Йордан Н. Иванов името е от трънка от старобългарското ,  (общославянско) от протоиндоевропейския корен *terg-, *tr-, „бода“, „тегля“.

### В Османската империя
В края на XIX век Трънка е българско село, спадащо към Демирхисарската каза на Серски санджак. В „Етнография на вилаетите Адрианопол, Монастир и Салоника“, издадена в Константинопол в 1878 година и отразяваща статистиката на населението от 1873 година, Трънка чифлик (Trenka tchiflik) е посочено като село с 56 домакинства и 170 жители българи.
В 1891 година Георги Стрезов пише за селото:
| „ | Трънков чифлик, принадлежи на К. Златков, богаташ серянин. От Валовища на С 3 часа; до една от сенгеловските реки, която прави почвата твърде плодородна. Жителите са всички българе и се смятат до 25 къщи. | “ |

Според статистиката на Васил Кънчов („Македония. Етнография и статистика“) в 1900 година в Трънка живеят 150 българи.
Всички жители на селото са под върховенството на Българската екзархия. По данни на секретаря на екзархията Димитър Мишев („La Macédoine et sa Population Chrétienne“) в 1905 година в Трънков чифлик (Trinkof-Tchiflik) има 173 българи екзархисти.
При избухването на Балканската война в 1912 година един човек от Трънка е доброволец в Македоно-одринското опълчение.

### В Гърция
През Балканската война селото е освободено от Седма пехотна рилска дивизия на българската армия, но след Междусъюзническата война от 1913 година остава в пределите на Гърция. Българското население на Трънка се изселва. В 1927 година е прекръстено на Дамаскино.

## Личности
Родени в Трънка
- Никола Арнаудов, македоно-одрински опълченец, 40-годишен, 6 охридска дружина[8]